# Мисайловка
Миса́йловка (укр. Мисайлівка) — село, входит в Богуславский район Киевской области Украины.
Население по переписи 2001 года составляло 1993 человека. Почтовый индекс — 09712. Телефонный код — 4561. Занимает площадь 3,8 км². Код КОАТУУ — 3220683601.

## Местный совет
09712, Киевская обл., Богуславский р-н, с. Мисайловка

## История
В XIX веке село Мисайловка было в составе Богуславской волости Каневского уезда Киевской губернии. В селе была Преображенская церковь.